# شبكة الموتر
شبكة الموتر، بالإنجليزية ( Tensor network)، أو شبكات الموتر، أو حالات شبكة الموتر- هي فئة من الدوال الموجية المتغيرة التي يتم استخدامها في دراسة أنظمة الكم متعددة الأجسام  والسوائل. تعمل شبكات الموتر على توسيع حالات حاصل ضرب المصفوفة أحادية البعد إلى أبعاد أعلى مع الحفاظ على بعض خصائصها الرياضية المفيدة.

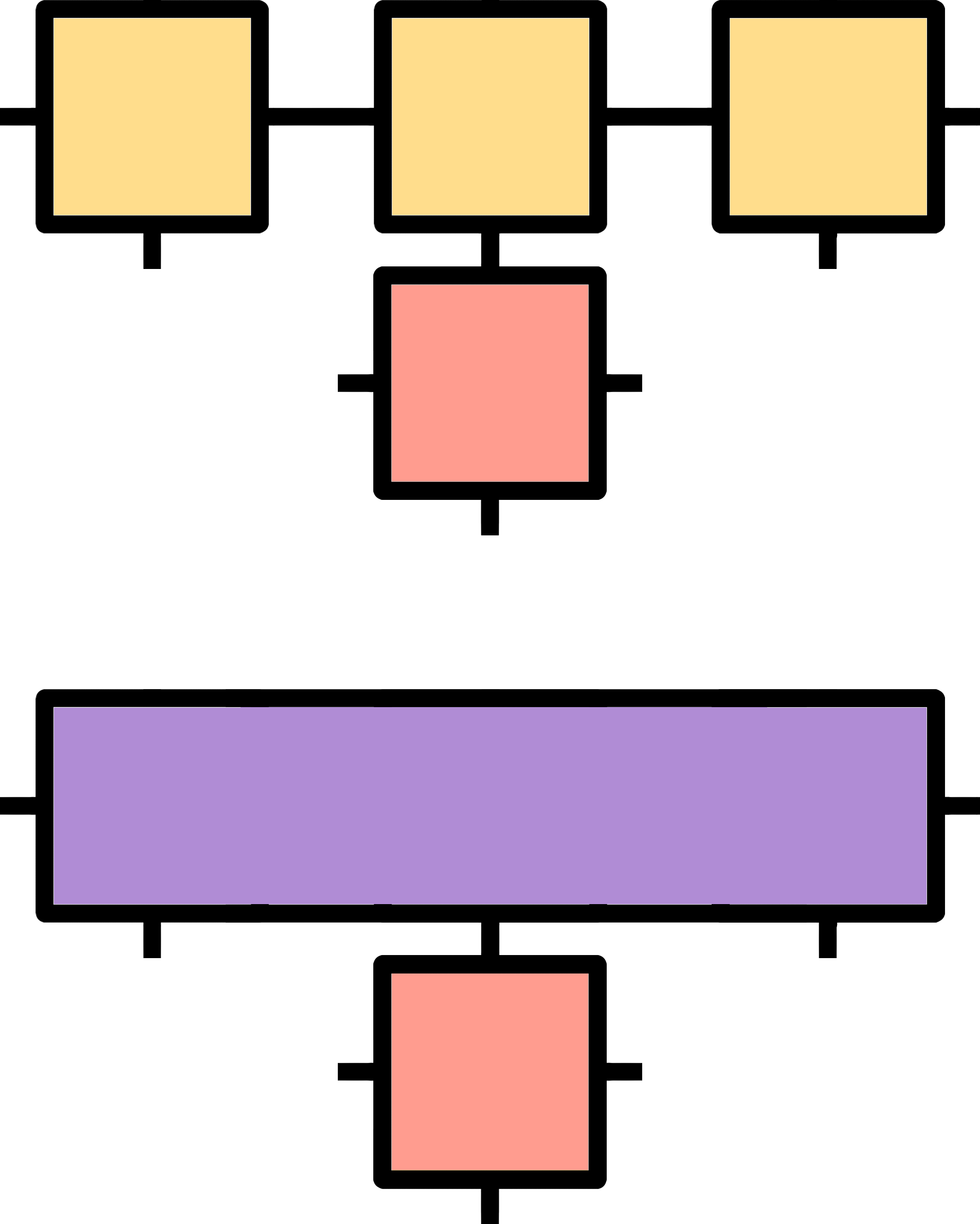
تمثيلان مختلفان لشبكة موتر لموتر واحد مفهرس بسبعة مؤشرات (يمكن تقليص كلتا الشبكتين إليه مع بقاء 7 مؤشرات مجانية). يمكن اشتقاق الجزء السفلي من الجزء العلوي عن طريق إجراء انكماش على الموترات الثلاثة ذات الفهارس الثلاثة (باللون الأصفر) ودمجها معًا.

الدالة الموجبة، يتم ترميزها على هيئة تقليص موتر لشبكة من الموترات الفردية. ويمكن لبنية الموتر الفردية أن تفرض تماثلات شاملة على الدالة الموجية (مثل التناظر المضاد تحت تبادل الفرميونات ) أو تقييد الدالة الموجية بأرقام كمية محددة، مثل الشحنة الكلية، أو الزخم الزاوي، أوالدوران. من الممكن أيضًا استنباط حدود قوية  لكميات مثل التشابك وطول الارتباط عن طريق استخدام البنية الرياضية لشبكة الموتر. ومثل هذا الأمر، جعل شبكات الموتر مفيدة في الدراسات النظرية للمعلومات الكمومية في أنظمة الجسم المتعددة. لقد أثبتت شبكات الموترأنها مفيدة أيضًا في الدراسات المتغيرة للحالات القاعية، والحالات المثارة، وديناميكيات الأنظمة المتعددة الأجسام المترابطة بقوة. وشبكة الموترهي إطار لتمثيل المعلومات المعقدة ومتعددة الأبعاد بكفاءة. حيث يمكن لهذه الشبكات تقسيم المعلومات عالية الأبعاد إلى مكونات أصغر وأكثر قابلية للإدارة. ومن خلال القيام بذلك، فهم يلتقطون المعلومات الأساسية مع التخلص من التكرار.

## التدوين التخطيطي
بشكل عام، يمكن النظر إلى مخطط شبكة الموتر (مخطط بنروز) على أنه نظرية بيان، حيث تمثل العقد (أو الرؤوس) موترًا فرديًا، بينما تمثل الحواف المجموع على مؤشر. ويتم تصوير المؤشرات الحرة على أنها حواف (أو أرجل ) متصلة برأس واحد فقط. في بعض الأحيان، يكون هناك أيضًا معنى إضافي لشكل العقدة. فعلى سبيل المثال، من الممكن استخدام شبه المنحرف للمصفوفات الوحدوية أو الموترات ذات السلوك المماثل. وبموجب هذه الطريقة، سيتم تفسير الأشكال شبه المنحرفة المقلوبة على أنها مترافقات مجمعة لها.

## الاتصال بالتعلم الآلي
لقد تم تكييف شبكات الموتر للتعلم المراقب  والاستفادة من البنية الرياضية المماثلة في الدراسات المتغيرة في ميكانيكا الكم، والتعلم الآلي واسع النطاق. وقد حفز هذا التقاطع، التعاون بين الباحثين في مجال الذكاء الاصطناعي، وعلم المعلومات الكمومية. وفي يونيو عام 2019م، أصدرت جوجل ومعهد بريمتر للفيزياء النظرية وشركة X، موقع شبكة الموتر وهو مكتبة مفتوحة المصدر لإجراء حسابات فعالة للموتر. وهو مصدر لخوارزميات شبكة الموتر ونظريتها وبرامجها. وتعمل شبكات الموتر بشكل جيد مع الشبكات العصبية، والتي تمثل قلب العديد من نماذج الذكاء الاصطناعي.
والاهتمام الرئيس في شبكات الموتر ودراستها من منظور التعلم الآلي، يكمن في تقليل عدد المعلمات القابلة للتدريب (في طبقة) عن طريق تقريب موتر عالي الدرجة مع شبكة من موتر منخفض الدرجة. ومن خلال استخدام ما يسمى بتقنية تدريب الموتر (TT)،  يمكننا تقليل موتر من الدرجة N (يحتوي على عدد كبير من المعلمات القابلة للتدريب بشكل كبير) إلى سلسلة من موتر N من الدرجة 2 أو 3، الأمر الذي يمنحنا عددًا متعدد الحدود من المعلمات.